# 베를린 슈트레소역
베를린 슈트레소역(Bahnhof Berlin-Stresow)은 베를린 슈판다우구 슈판다우에 위치한 베를린 S반의 철도역이다. 1997년까지는 슈판다우역으로 불렸으며 장거리 열차가 정차했으나, 약 1 km 서쪽으로 떨어진 현재의 베를린 슈판다우역에 기능을 넘겨 주고 S반 전용역으로 변경되었다. 현재 여객 영업에 사용하지 않는 대합실 건물은 1846년에 고전주의 양식으로 건설되었으며, 건축 유산으로 지정되어 있다.

## 역사

### 슈판다우의 철도 연결
1846년 베를린-함부르크선이 개통된 후 현재의 S반 슈트레소역에 당시 독립시였던 슈판다우의 철도역이 개업했다. 베를린-함부르크 철도(Berlin-Hamburger Eisenbahn, BHE)에서는 승강장 외에도 2층 규모 대합실을 건설했다. 건설 당시 계획은 슈판다우 구도심과 가까운 하펠강 서안에 철도역을 건설하는 것이었으나, 당시 사용 중이었던 슈판다우 요새로 인하여 군사적인 건축 제한이 설정되어 있었기 때문에 하펠강 동안에 철도역을 건설해야 했다.
1852년 시간표에서는 베를린-함부르크간 열차 외에도 일요일에는 베를린-슈판다우 및 핑켄크루크 방면으로의 교외 열차도 운행했다. 1868년부터는 슈판다우에 있는 군수 공장 노동자 수송을 위해서 평일 아침과 저녁에 베를린-슈판다우간 열차를 2편성 편성했다. 1880년에는 소형 텐더식 기관차와 객차 1량/2량을 연결한 편성으로 매일 5회 베를린-슈판다우 왕편, 매일 4회 슈판다우-베를린 복편을 운행했다. 1882년 베를린 도심선 개통 이후에는 슈판다우 방면 교통량이 증가했으며, 베를린에서 슈판다우 방면으로의 승객이 그 반대 방향보다 더 많았다. 당시 슈판다우에서 일하고 있었던 베를린의 노동자는 교통비 보조를 받을 수 있었다. 교외 교통도 큰 역할을 차지했으며, 일요일에는 3/4등석 객차를 이용하려는 승객 수 증가로 인하여 1/2등석 승객을 위한 대합실 및 승강장 공간까지 침범하기도 했다.

### 역 규모 확장
1871년에는 베를린-레어테선의 철도역이 하펠강 서안의 슈판다우 지역에 개설되면서 두 역은 각각 함부르크역(Hamburger Bahnhof)과 레어테역(Lehrter Bahnhof)으로 구분되었다. 두 노선이 모두 국유화되면서 열차역도 통합되었고, 함부르크역은 여객역, 레어테역은 화물역으로 용도가 변경되었다. 이 시기에 결정된 베를린 도심선과 연결되는 장거리 열차선과 교외선(현재의 S반선) 구조 및 분리된 화물역 구조는 현재까지도 이어지고 있다.
슈판다우의 인구도 1889년 32,000명, 1900년 65,000명, 1910년 84,000명으로 증가했고, 산업화 과정에 따라서 교통량이 증가하여 역 규모도 증축되었다. 지형적인 문제가 없었기 때문에 선로가 고가화되었다. 하펠강을 건너는 철도교 역시 선박 통행을 방해하지 않도록 노반이 높아졌고 회전형 구조에서 고정형 구조로 변경되었다. 함부르크선과 레어테선의 분기 구조 역시 평면 교차에서 입체 교차로 변경되었다.
여객역에는 승강장이 3면 설치되었다. 외선 승강장 2면은 길이가 300 m였고 슈판다우에서 함부르크/레어테 및 베를린 방면 열차가 서로 다른 승강장을 사용했다. 시외로 나가는 A 승강장은 최대 폭이 7.2 m였으며, 베를린 방면 C 승강장은 상대적으로 적게 사용되었기 때문에 폭 6.2 m로 건설되었다. 중간 B 승강장은 폭 11.2 m, 길이 200 m였으며 새로 건설된 슈판다우 근교선 복선 노선이 운행하여 베를린 도심선과 연결되었다. 승강장 남쪽에는 통과선 2선이 설치되었다. 선로 북쪽에는 대합실이 있었으며, 선로 남쪽에는 프로이센군 막사가 있었던 지형적 구조 때문에 장거리 열차선의 승강장은 좁게 건설되었다. A, B, C 승강장은 각각 폭 2.5 m, 4 m, 2 m인 계단을 통해서 대합실과 터널로 연결되었으며, 근교선 승강장에는 서쪽으로 나가는 별도의 출입구가 개설되었다. 역 개축 과정에서 근교선용 기관차 기지와 화물역 건물이 분리되었다. 화물 기능 및 조차장 기능은 1909년에 개업한 부스터마르크 조차장역으로 분리되었다.
하펠강 서안에 건설된 근교선의 슈판다우 베스트역과 구분하기 위하여 이 역은 1911년 8월부터 슈판다우 중앙역(Spandau Hauptbahnhof)으로 불렸다.

### S반 운행

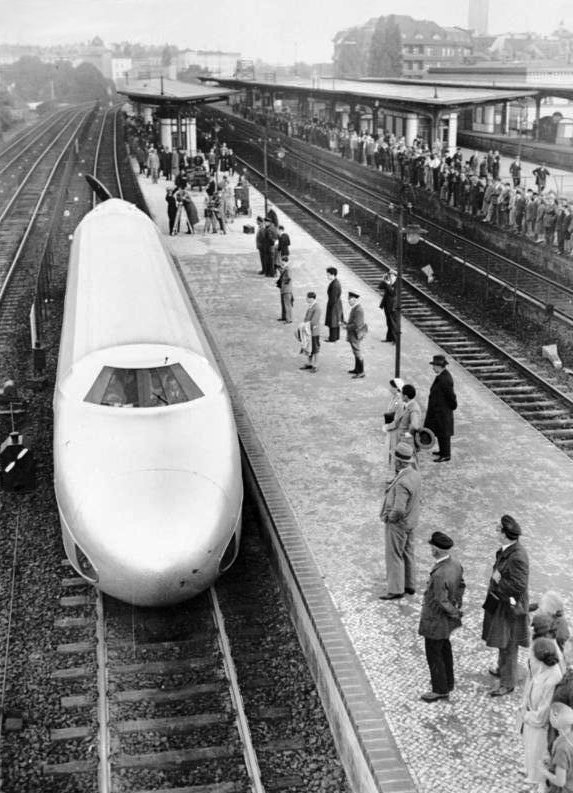
시넨체펠린 열차 운행, 1931년

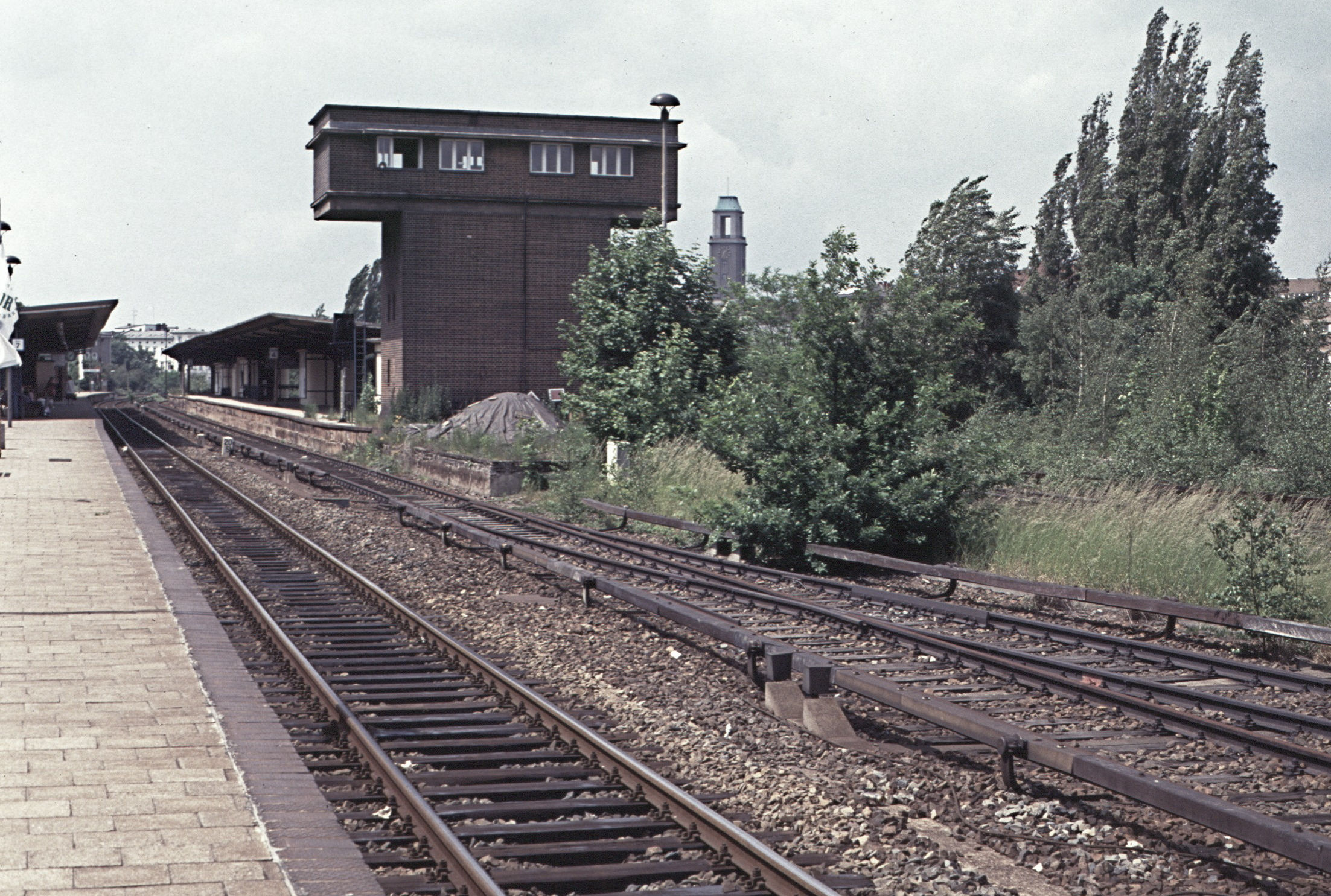
S반 승강장 동쪽의 신호소, 1991년

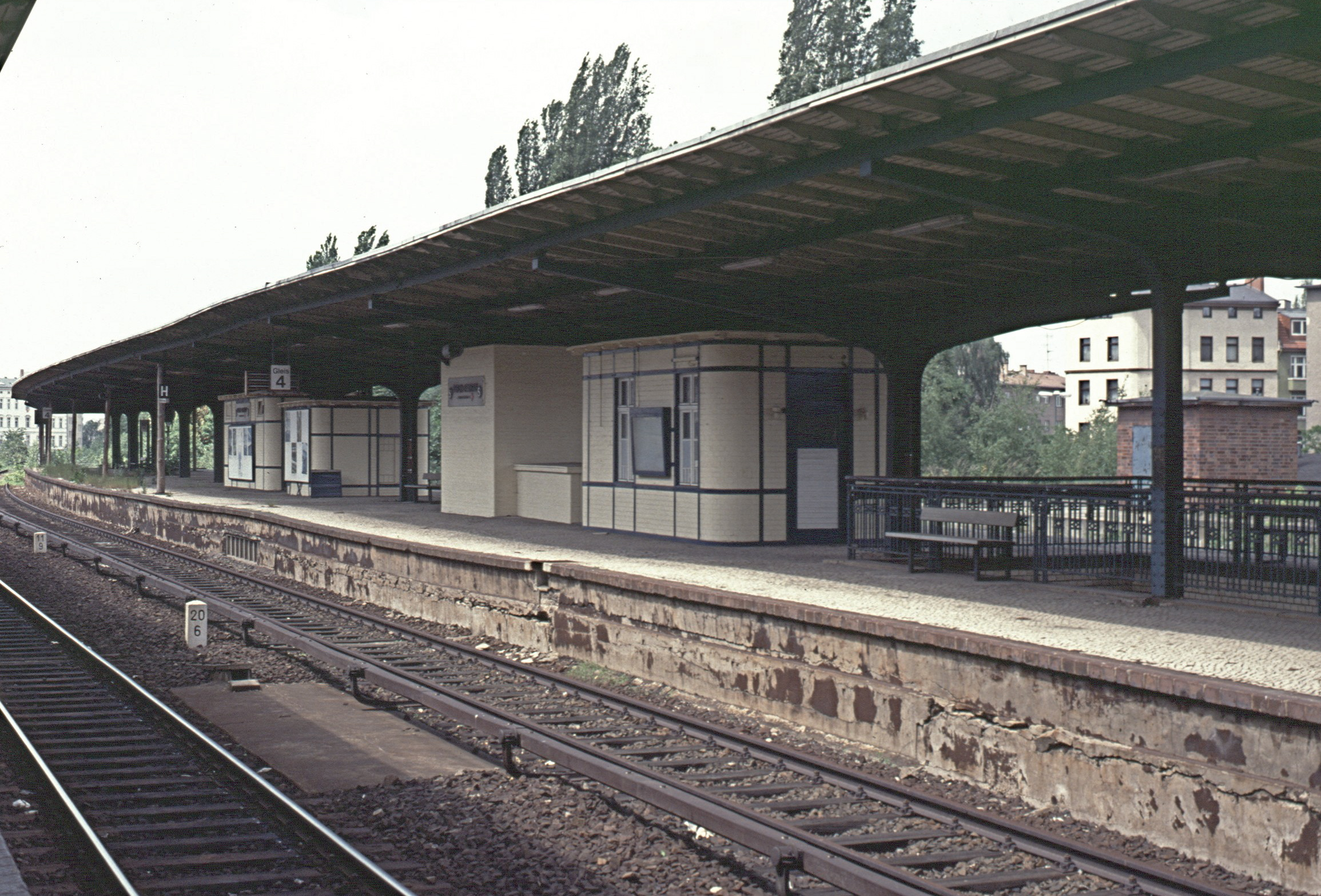
1997년에 철거된 S반 승강장

1928년 8월 23일에 S반 운행이 시작되었다. 베를린 도심선에서 온 열차가 슈판다우 베스트역까지 10분 간격으로 운행했으며 베를린 레어테역까지 운행하는 증기 기관차 견인 열차와 연결되었다. 증기 기관차 견인 근교선 열차도 10분 간격으로 슈판다우 방면으로 운행했으며, 나우엔 및 부스터마르크 방면으로 분기 운행하여 각각 분기선은 20분 간격으로 운행했다. 슈판다우 일대의 노동자 수가 증가하면서 슈판다우 방면 근교선도 전철화된 S반으로 변경되었으나, 제2차 세계 대전 이후 슈판다우 서쪽으로는 운행이 축소되었다.
1920년에 슈판다우가 베를린에 편입되었으나, 역 이름은 1936년에 중앙역을 삭제한 베를린 슈판다우역(Berlin-Spandau)으로 변경되었다.
제2차 세계 대전 후기에는 프리드리히슈트라세역과 슈판다우역간 S반 운행이 마지막에 가서야 중단되었다. 1945년 4월 24일 밤에 독일 국방군이 하펠강 철교를 폭파시켰다. 종전 이후인 1945년 6월 9일부터 S반 운행이 다시 시작되었다. 하펠강 철교 복구에는 시간이 걸렸기 때문에 S반 열차는 슈판다우역에 종착했고, 1947년 이후에야 철교가 복구되었다.
1951년 8월 14일부터는 팔켄제역(함부르크선) 및 베를린 슈타켄역(레어테선) 방면으로의 S반 운행이 재개되었다. 슈판다우역과 융페른하이데역 사이에는 1951년 8월 28일부터 레어테선의 열차선을 따라서 S반 운행이 시작되었다. 그 대신 레어테선의 근교선 열차는 운행이 중단되었다.

### 독일의 분단기
1952년 5월 18일 독일국영철도에서는 베를린 동물원역을 제외한 서베를린의 다른 장거리 열차역을 폐지했으며, 슈판다우역도 장거리 열차가 폐지되었다. 1951년부터는 근교선 열차도 S반 종착역인 슈타켄역과 팔켄제역에서 종착했고 베를린 레어테역 역시 폐지되었다. 서독에서 서베를린 방면으로의 열차는 포츠담 그리브니츠제역에서 국경 심사가 진행되었다.
함부르크 방면 장거리 열차는 도심선을 통해서 운행했으나 슈판다우에는 정차하지 않았다. 베를린 장벽 건설 수개월 후인 1961년 12월 5일에는 함부르크선의 알브레히트스호프역에서 서베를린 방면으로 열차를 통한 공화국탈주 시도가 성공했다. 그 결과 다음 날부터 도심선의 장거리 열차는 서부 베를린 외곽순환선, 포츠담 그리브니츠제역과 베를린 반제역으로 우회되었다. 슈판다우역의 열차는 S반 및 부스터마르크 방면 화물열차로 축소되었다.
1975년 12월 동서독간 협의를 통하여 베를린과 서독간의 열차 운행 시간을 단축하기로 하면서 1976년 9월 26일부터 동독 통과열차가 다시 정차하기 시작했다. 함부르크 방면 통과열차는 베를린 슈타켄역에서 국경 검문이 진행되었고. 포츠담 그리브니츠제역 우회 운행에 비해서 시간을 단축할 수 있었다. 이에 필요한 슈판다우역의 남쪽 승강장도 개보수되었고, 북쪽 장거리 열차 승강장이 철거되었다. 1846년에 건설된 역사도 개보수되었고, 건물 내부 대합실도 현대화되었다.
서베를린 S반 파업 이후 1980년 9월 17일부터 S반 운행이 축소되었고, 파업 이후에도 슈판다우역으로는 S반이 일부만 운행되었다. 선로와 승강장은 방치되고 있었다.

### 1990년 이후
독일이 재통일되면서 슈판다우역도 분단 이전의 위상을 일부 되찾을 수 있었다. 1990년 8월 13일부터 하펠란트 방면 근교선 열차가 슈판다우역발로 운행하기 시작했고, 이후에는 베를린 샤를로텐부르크, 융페른하이데, 베스트크로이츠 방면으로 연장되었다. 함부르크 방면 장거리 열차도 증편되어, 1992년 5월 31일부터 인터시티 열차가 2시간 간격으로 운행했다. 1995년 5월 28일 시간표 개정부터 슈판다우-팔켄제 방면의 연결이 복구되면서 운행이 완전히 정상화되었다.
레어테선 쪽은 1991년 6월 2일부터 하노버 방면 장거리 열차 운행이 재개되었다. 그 해 하노버-베를린 고속선 건설이 결정되면서 슈판다우역의 장거리 열차역 기능이 당시 슈판다우 베스트역에 설치될 새로운 역으로 이전이 결정되었다.
1997년 5월 19일에는 구 베를린 슈판다우역이 폐지되었고, 당시에 남아 있었던 승강장이 철거되었고 1910년 당시 배선에 따라서 새롭게 건설되었다. 슈판다우 일대 철도 재건설에 따라서 슈판다우 근교선의 S반선은 여객 열차선 가운데에서 여객 열차선 북쪽으로 이전했다. 이 과정에서 슈트레소역의 새로운 S반 승강장이 설치되었고, 승강장 중앙에서 역 광장, 서쪽에서 도로변으로 이어지는 새로운 출입구가 건설되었다. 역 대합실 건물은 건축유산으로 지정되어 있었기 때문에 철거되지 않고 개수되었지만 더 이상 여객 영업에 사용하지는 않는다. 슈트레소역 일대에도 방음벽이 설치되었다.
새로운 S반 슈트레소역은 피헬스베르크-슈판다우 구간 S반 운행이 복구된 1998년 12월 30일에 개업했다.

## 인접 정차역
베를린 버스 130번과 환승할 수 있다.
| 베를린 S반    | 베를린 S반 | 베를린 S반                 |
| ------------- | ---------- | -------------------------- |
| 슈판다우 방면 | S3         | 피헬스베르크 에르크너 방면 |
| 슈판다우 방면 | S9         | 피헬스베르크 BER 공항 방면 |

## 참고 문헌
- Peter Bley (1996). 《150 Jahre Eisenbahn Berlin–Hamburg》. Düsseldorf: Alba. ISBN 3-87094-229-0.
- Bernd Kuhlmann (2006). 《Bahnknoten Berlin》. Berlin: GVE. ISBN 3-89218-099-7.
- von der Leyden (Hrsg.): Berlin und seine Eisenbahnen 1846–1896. Julius Springer, Berlin 1896. Nachdruck: Verlag Aesthetik und Kommunikation, Berlin 1982, ISBN 3-88245-106-8.